# Старое Захаркино
Старое Захаркино — село в Шемышейском районе Пензенской области России. Входит в состав Старозахаркинского сельсовета.

## География
Село находится на юго-востоке центральной части Пензенской области, в пределах северного склона холмистой Хвалынской гряды, в лесостепной зоне, на берегах реки Вежняньги, на расстоянии примерно 8 километров (по прямой) к западу от Шемышейки, административного центра района. Абсолютная высота — 157 метров над уровнем моря.

### Климат
Климат характеризуется как умеренно континентальный. Средняя температура воздуха самого тёплого месяца (июля) — 20 °C (абсолютный максимум — 38 °C); самого холодного (января) — −19 °C (абсолютный минимум — −44 °C). Безморозный период длится 126 дней. Период активной вегетации составляет 135—145 дней. Годовое количество атмосферных осадков — 490 мм, из которых большая часть выпадает в тёплый период. Снежный покров держится в течение 149 дней.

### Часовой пояс
Село Старое Захаркино, как и вся Пензенская область, находится в часовой зоне МСК (московское время). Смещение применяемого времени относительно UTC составляет +3:00.

## Население
| 1709  | 1718  | 1748  | 1795  | 1859  | 1877  | 1884  |
| ----- | ----- | ----- | ----- | ----- | ----- | ----- |
| 465   | ↘264  | ↗408  | ↗762  | ↗1305 | ↗1668 | ↗1997 |
| 1897  | 1902  | 1911  | 1914  | 1921  | 1926  | 1930  |
| ↗2432 | ↗2515 | ↗3020 | ↗3350 | ↗3750 | ↘3155 | ↗3300 |
| 1939  | 1959  | 1970  | 1979  | 1989  | 1996  | 2002  |
| ↘1972 | ↘1813 | ↘1710 | ↘1523 | ↘900  | ↘793  | ↘723  |
| 2010  |       |       |       |       |       |       |
| ↘609  |       |       |       |       |       |       |

### Национальный состав
Согласно результатам переписи 2002 года, в национальной структуре населения мордва составляла 83 %.

### Известные жители
- Толстой, Сергей Семёнович (1899—1945) — один из первых специалистов криптографической службы советских органов госбезопасности, полковник.